# Capitella dizonata
Capitella dizonata är en ringmaskart som beskrevs av Herbert Parlin Johnson 1901. Capitella dizonata ingår i släktet Capitella och familjen Capitellidae. Inga underarter finns listade i Catalogue of Life.